# Edmund Taylor Whittaker
Edmund Taylor Whittaker, angleški matematik, * 24. oktober 1873, † 24. marec 1956.
Whittaker je bil med letoma 1939 in 1944 predsednik Kraljeve družbe iz Edinburga.